# Facciamola finita
Facciamola finita (This Is the End) è un film del 2013 scritto e diretto da Evan Goldberg e Seth Rogen.
Con protagonisti lo stesso Rogen, James Franco, Jonah Hill, Jay Baruchel, Danny McBride, Emma Watson e Craig Robinson, i quali interpretano una versione fittizia di loro stessi, il film si basa sul cortometraggio del 2007 Jay and Seth vs. The Apocalypse e rappresenta l'esordio alla regia di Goldberg e Rogen.

## Trama
Seth Rogen sta aspettando l'arrivo del suo amico Jay Baruchel all'Aeroporto Internazionale di Los Angeles. Giunti a casa di Seth, i due passano l'intera giornata insieme fumando marijuana; verso la fine della serata Seth propone a Jay di partecipare a una festa a Beverly Hills nella nuova villa di James Franco, alla quale sono presenti molte celebrità fra cui Rihanna, Jonah Hill, Emma Watson e Michael Cera che, drogandosi e facendo battute sessiste, diventa il più odiato della festa. Jay, infastidito, si inventa la scusa di dover andare a comprare le sigarette e si fa accompagnare al negozio da Seth. Una volta giunti al negozio, però, scoppia improvvisamente un violento terremoto che uccide alcune persone, mentre altre vengono risucchiate da un fascio di luce blu che le porta in cielo. Jay e Seth corrono a casa di James Franco per avvertire i presenti di quanto sta accadendo, ma nessuno crede alla loro storia, pensando che i due siano solamente storditi dagli effetti collaterali di alcol e droga assunti durante il party.
Poco dopo un'altra forte scossa colpisce anche il quartiere di Hollywood e la casa di James, tutti gli invitati scappano in giardino. A quel punto si apre un'enorme voragine che risucchia la maggior parte dei presenti, mentre Michael Cera viene trafitto da un palo della luce. Anche Jay cade nella voragine ma riesce ad aggrapparsi a un appiglio e si salva. I cinque superstiti (James Franco, Craig Robinson, Jonah Hill, Seth Rogen e Jay Baruchel) si barricano in casa, usando tutto quello che trovano, e fanno l'inventario delle provviste rimaste. La mattina dopo scoprono che anche Danny McBride (che non era stato invitato alla festa) è vivo e che ha utilizzato gran parte delle provviste per preparare la colazione. Anche Emma Watson è sopravvissuta ed entra improvvisamente nella casa sfondando la porta con un'accetta. I protagonisti la accolgono e la portano in una camera da letto per farla riposare, tuttavia, temendo di venir stuprata dopo aver frainteso un loro discorso fatto in corridoio, Emma li minaccia con l'accetta e li deruba di tutte le bevande in loro possesso.
Nei giorni seguenti Danny comincia a comportarsi da idiota, sprecando la poca acqua potabile rimasta, solo per fare un dispetto agli altri; i protagonisti decidono perciò di buttarlo fuori di casa dopo una votazione in stile isola dei famosi. Dopo qualche giorno passato a giocare e a drogarsi, arriva il momento di cercare provviste, così Jay e Craig decidono di andare a prenderle nella casa del vicino. Nel frattempo però Jonah viene posseduto da un demone, mentre nella casa accanto Jay e Craig vengono attaccati da un altro demone, riuscendo comunque a salvarsi. I protagonisti capiscono che tale catastrofe in realtà è l'Apocalisse e che essi non hanno raggiunto il paradiso per i peccati commessi durante la loro vita. A questo punto Jay tenta di esorcizzare Jonah, ma senza successo, e poco dopo si accende un diverbio fra lui e Seth per questioni personali, facendo così cadere una candela che prima incendia il letto sul quale era legato Jonah e poi l'intera abitazione.
Craig, James, Jay e Seth abbandonano la casa, ma mentre cercano di scappare un demone blocca loro la strada. Craig decide di sacrificarsi per permettere agli amici di prendere la macchina e mettersi in salvo. Dopo questo gesto altruista l'uomo viene risucchiato dal fascio di luce raggiungendo così il paradiso. Intanto James, Jay e Seth cercano di scappare in macchina, ma vengono bloccati dal camion di Danny, che, insieme con altri cannibali, ha intenzione di mangiarli. James decide di restare indietro per far scappare Jay e Seth, e per questo viene inizialmente premiato con l'accesso in paradiso; mentre sta per essere portato via, però, Franco comincia a vantarsi di fronte a Danny e per quest'atto di presunzione la sua ascesa viene interrotta e così viene mangiato vivo dai cannibali.
Jay e Seth si ritrovano soli di fronte a Satana in persona, e dopo essersi riappacificati decidono allora di morire assieme. Mentre stanno per essere attaccati anche Jay viene risucchiato dal fascio di luce e cerca di portare con sé anche Seth. Tuttavia i due amici non riescono a raggiungere il paradiso poiché soltanto Jay può essere ammesso. Seth decide quindi di sacrificarsi per permettere all'amico di raggiungere il paradiso e si lascia cadere nel vuoto. Questo gesto altruista permette però anche a lui di essere risucchiato dal fascio di luce, oltretutto evirando lo stesso Satana, e di raggiungere il paradiso insieme con Jay.
Una volta ascesi in cielo, i due amici ritrovano Craig, che spiega loro come in paradiso ogni loro sogno si possa realizzare; Jay chiede quindi di far apparire i Backstreet Boys, che sulle note di Everybody chiudono il film con uno spettacolare ballo di gruppo.

## Produzione
Il film doveva inizialmente intitolarsi The Apocalypse, ma il titolo venne successivamente cambiato in The End of the World e infine modificato in quello attuale il 20 dicembre 2012, giorno della distribuzione della prima locandina e del primo trailer.

## Promozione
Il primo trailer è stato distribuito online il 20 dicembre 2012, in concomitanza con le profezie sul 21 dicembre 2012. Il 1º aprile 2013 venne inoltre distribuito da Machinima.com un secondo trailer e il successivo 30 maggio venne distribuito anche un trailer internazionale. Il primo trailer in lingua italiana è stato distribuito il 14 giugno 2013.

## Distribuzione
La pellicola doveva inizialmente essere distribuita nelle sale statunitensi a partire dal 14 giugno 2013, ma la data di uscita è stata successivamente anticipata al 12 giugno. In Italia è uscito il 18 luglio.

### Divieti
In Italia il film è stato vietato ai minori di 14 anni per linguaggio volgare e contenuti non adatti ai minori. Negli USA è stato invece vietato ai minori di 17 anni non accompagnati da un adulto (Rating R).

## Accoglienza

### Incassi
Il film è stato accolto molto positivamente dal pubblico; ha incassato 101 500 000 dollari negli Stati Uniti d'America e 25 100 000 dollari nel resto del mondo, guadagnando globalmente un totale di 126 500 000 dollari. Nella prima settimana di distribuzione negli Stati Uniti d'America la pellicola si è classificata seconda al box office, preceduta solamente da L'uomo d'acciaio di Zack Snyder, con un guadagno di 20 719 162 dollari.

## Riconoscimenti
- 2014 - American Black Film Festival
  - Candidatura per Artista dell'anno a Kevin Hart (anche per i film Il grande match e Kevin Hart: Let Me Explain)
- 2014 - Critics' Choice Movie Award
  - Candidatura per Miglior film commedia
- 2014 - Saturn Award
  - Candidatura per Miglior film horror